# Łaszczów
Pour les articles homonymes, voir Łaszczów (homonymie).
Łaszczów  (prononciation [ˈwaʂt͡ʂuf])  est une ville dans la voïvodie de Lublin, dans le powiat de Tomaszów Lubelski, située dans l'est de la Pologne. 
Elle est le siège administratif (chef-lieu) de la gmina urbaine-rurale de Łaszczów.
Łaszczów se situe à environ 25 kilomètres à l'est de Tomaszów Lubelski (siège du powiat) et 114 kilomètres au sud-est de Lublin (capitale de la voïvodie).
Sa population s'élevait à 2 202 habitants en 2010 repartie sur une superficie de 5,019 km².

## Histoire
Łaszczów a le statut de ville depuis le 1er janvier 2010. Elle avait ce statut de 1549 à 1870.
Au cours de la Seconde Guerre mondiale, lors de l'Invasion de la Pologne, Łaszczów a été une zone de combat entre polonais et allemands.

Le 25 décembre 1942, les Allemands tuent 75 résidents de la ville et en juin 1944, Łaszczów est brûlé par un groupe de l'Armée insurrectionnelle ukrainienne.

## Administration
De 1975 à 1998, la ville est attachée administrativement à l'ancienne voïvodie de Zamość.

Depuis 1999, elle fait partie de la nouvelle voïvodie de Lublin.